# Grammy Award for Song of the Year
Der Grammy Award for Song of the Year (dt. Grammy-Award für den Song des Jahres) ist ein Musikpreis, der seit 1959 als einer der vier Hauptpreise bei den jährlich stattfindenden Grammy Awards verliehen wird. Mit diesem Preis wird wie beim Grammy Award for Record of the Year eine im Vorjahr der Verleihung erfolgte Aufnahme einer Single oder eines Album-Tracks mit besonders hoher Qualität ausgezeichnet. Im Gegensatz zur Record of the Year werden allerdings ausschließlich die Komponisten des Songs ausgezeichnet, nicht die Interpreten.

## Hintergrund und Geschichte
Die Grammy Awards (eigentlich Grammophone Awards) werden seit 1959 jährlich für künstlerische Leistung, technische Kompetenz und musikalische Gesamtleistung in verschiedenen Kategorien von der National Academy of Recording Arts and Sciences (NARAS) verliehen, unabhängig von der Verkaufszahl des Werkes. Der Grammy-Award für den Song des Jahres ist seit der ersten Grammyverleihung im Jahre 1959 fester Bestandteil der Preisvergabe. Er gehört neben den Preisen für das beste Album, die beste Aufnahme und den besten Newcomer zu den vier wichtigsten Auszeichnungen der Verleihung.
Bis einschließlich 2018 wurden vor der Verleihung jeweils fünf Nominierte bekanntgegeben. 1980 und 1981 gab es ausnahmsweise mehr Kandidaten. 2019 wurde die Zahl in allen vier Hauptkategorien auf acht und 2022 auf zehn Nominierte erhöht.
Diese Kategorie ist nicht mit dem Grammy Award for Record of the Year zu verwechseln. Während bei der Verleihung für den Song des Jahres die Qualität des Songwritings im Vordergrund steht, wird bei der Aufnahme des Jahres Wert auf die Aufnahmequalität gelegt. Außerdem bekommt in der Kategorie Song des Jahres nur der Komponist eine Auszeichnung, während bei der Kategorie Single des Jahres auch Produzent und Toningenieur geehrt werden. Ausgezeichnete Songs müssen Melodie und Gesang enthalten sowie als neuer Song im vorhergegangenen Jahr entstanden oder bekannt geworden sein. Songs mit auffälligen und bekannten Samples oder Interpolationen werden nicht ausgezeichnet.
Seit den späten 1960er Jahren wurden weitere, genrespezifische Preise für Songs verliehen, darunter Kategorien wie den Grammy Award for Best Country Song, Grammy Award for Best Rock Song, Grammy Award for Best R&B Song sowie in den letzten Jahren auch der Grammy Award for Best Rap Song und der Grammy Award for Best Gospel Song.

## Besonderheiten
Von den Songs, die in dieser Kategorie ausgezeichnet wurden, erhielten 29 im selben Jahr auch den Grammy Award for Record of the Year. Bei 16 Verleihungen waren die Komponisten und Songwriter zugleich auch die Interpreten: Domenico Modugno, Paul Simon, Christopher Cross, Michael Jackson & Lionel Richie, Billy Joel, Bobby McFerrin, Eric Clapton, Seal, Shawn Colvin & John Leventhal, James Horner, U2, die Dixie Chicks, Amy Winehouse, Coldplay, Lady Antebellum, Adele und Lorde.
Christopher Cross war der erste Künstler, der den Grammy Award for Song of the Year gemeinsam mit dem Grammy Award for Record of the Year, dem Grammy Award for Album of the Year und dem Grammy Award for Best New Artist in einer Verleihung erhielt. Nur vier Künstler haben im selben Jahr die Grammys für den Song of the Year und als Best New Artist erhalten: Christopher Cross (1981), Alicia Keys (2002), Amy Winehouse (2008) and Fun.(2013).
Mehrere Songwriter und Komponisten erhielten den Grammy zwei Mal, dies waren Henry Mancini (1962 and 1964), James Horner (1988 and 1999) und U2 (2001 and 2006; zugleich die einzigen nicht-amerikanischen Preisträger mit mehr als einer Auszeichnung). Darüber hinaus gewannen unterschiedliche Songwriter, die Songs für die Künstler Andy Williams, Bette Midler und Roberta Flack schrieben, den Song zweimal. Der erste Gewinner dieser Kategorie, der auf Italienisch gesungene Song Nel blu dipinto di blu aus dem Jahr 1959 von Domenico Modugno, ist der einzige fremdsprachige Song, der in dieser Kategorie bisher ausgezeichnet wurde. Obwohl der Preis überwiegend an amerikanische Künstler vergeben wurde, ging er auch vereinzelt an Künstler aus Italien, Österreich, Irland, Großbritannien, Australien und Neuseeland.

## Gewinner und Nominierte
Ein Stern (*) gibt an, dass der Titel im selben Jahr auch den Grammy Award for Record of the Year bekommen hat.
| Jahr                   | Komponist / Songwriter | Nationalität                              | Song                                                              | Darstellende Künstler          | Weitere nominierte Künstler | Bilder (Komponist/Darsteller) der Künstler                            |
| ---------------------- | --- | ----------------------------------------- | ----------------------------------------------------------------- | ------------------------------ | --- | --------------------------------------------------------------------- |
| 1959 4. Mai 1959       | Domenico Modugno | Italien                                   | Nel blu dipinto di blu *                                          | Domenico Modugno               | - Paul Vance, Lee Pockriss – Catch a Falling Star, aufgeführt von Perry Como - Johnny Davenport, Eddie Cooley – Fever, aufgeführt von Peggy Lee - Alan Jay Lerner, Frederick Loewe – Theme to Gigi, aufgeführt von Various Artists - Cy Coleman, Carolyn Leigh – Witchcraft, aufgeführt von Frank Sinatra | Domenico Modugeno (1958)                                              |
| 1960 29. November 1959 | Jimmy Driftwood | Vereinigte Staaten                        | The Battle of New Orleans                                         | Johnny Horton                  | - Sammy Cahn, Jimmy Van Heusen – High Hopes, aufgeführt von Frank Sinatra - Karl Stutz & Edith Linderman – I Know, aufgeführt von Perry Como - Paul Francis Webster, André Previn – Like Young, aufgeführt von André Previn - Jule Styne, Stephen Sondheim – Small World, aufgeführt von Johnny Mathis |                                                                       |
| 1961 13. April 1961    | Ernest Gold | Vereinigte Staaten Österreich             | Theme of Exodus                                                   | Instrumental (Various artists) | - Charles Randolph Grean, Joe Allison & Audrey Allison – He'll Have to Go, aufgeführt von Jim Reeves - Lew Spence, Marilyn Keith & Alan Bergman – Nice 'n' Easy, aufgeführt von Frank Sinatra - Sammy Cahn, Jimmy Van Heusen – Second Time Around, aufgeführt von Andy Williams - Max Steiner – Theme from “A Summer Place”, aufgeführt von Percy Faith |                                                                       |
| 1962 29. Mai 1962      | Henry Mancini Johnny Mercer | Vereinigte Staaten                        | Moon River *                                                      | Andy Williams                  | - Jimmy Dean – Big Bad John, aufgeführt von Jimmy Dean - Hank Cochran – A Little Bitty Tear, aufgeführt von Burl Ives - Tony Velona – Lollipops and Roses, aufgeführt von Jack Jones - Jule Styne, Betty Comden & Adolph Green – Make Someone Happy, aufgeführt von Various Artists | Johnny Mercer, ca. 1947.                                              |
| 1963 15. Mai 1963      | Leslie Bricusse Anthony Newley | Vereinigtes Königreich                    | What Kind of Fool Am I?                                           | Sammy Davis, Jr.               | - Lionel Bart – As Long as He Needs Me, aufgeführt von Shirley Bassey - Douglas Cross & George Cory – I Left My Heart in San Francisco, aufgeführt von Tony Bennett - John Kander & Fred Ebb – My Coloring Book, aufgeführt von Sandy Stewart - Richard Rodgers – The Sweetest Sounds, aufgeführt von Various Artists |                                                                       |
| 1964 12. Mai 1964      | Henry Mancini Johnny Mercer | Vereinigte Staaten                        | Days of Wine and Roses *                                          | Andy Williams                  | - Sammy Cahn & Jimmy Van Heusen – Call Me Irresponsible, aufgeführt von Frank Sinatra - Sacha Distel & Jack Reardon – The Good Life, aufgeführt von Tony Bennett - Sadie Vimmerstedt & Johnny Mercer – I Wanna Be Around, aufgeführt von Tony Bennett - Burt Bacharach & Hal David – Wives and Lovers, aufgeführt von Jack Jones | Johnny Mercer, ca. 1947.                                              |
| 1965 13. April 1965    | Jerry Herman | Vereinigte Staaten                        | Hello, Dolly!                                                     | Louis Armstrong                | - John Lennon & Paul McCartney – A Hard Day's Night, aufgeführt von The Beatles - Henry Mancini, Ray Evans & Jay Livingston – Dear Heart, aufgeführt von Andy Williams - Jule Styne & Bob Merrill – People, aufgeführt von Barbra Streisand - Leslie Bricusse & Anthony Newley – Who Can I Turn To?, aufgeführt von Tony Bennett | Jerry Herman, 2010                                                    |
| 1966 15. März 1966     | Paul Francis Webster Johnny Mandel | Vereinigte Staaten                        | The Shadow of Your Smile                                          | Tony Bennett                   | - Michel Legrand, Norman Gimbel & Jacques Demy – I Will Wait – You, aufgeführt von Connie Francis - Jimmy Van Heusen & Sammy Cahn – The September of My Years, aufgeführt von Frank Sinatra - John Lennon & Paul McCartney – Yesterday, aufgeführt von The Beatles - Roger Miller – King of the Road, aufgeführt von Roger Miller | Tony Bennett, 2006                                                    |
| 1967 2. März 1967      | John Lennon Paul McCartney | Vereinigtes Königreich                    | Michelle                                                          | The Beatles                    | - John Barry & Don Black – Born Free, aufgeführt von Andy Williams - Mitch Leigh & Joe Darion – The Impossible Dream, aufgeführt von Richard Kiley - Paul Francis Webster & Maurice Jarre – Somewhere, My Love, aufgeführt von Ray Conniff - Bert Kaempfert, Charles Singleton & Eddie Snyder – Strangers in the Night, aufgeführt von Frank Sinatra | Paul McCartney, George Harrison, John Lennon (1964)                   |
| 1968 29. Februar 1968  | Jimmy Webb | Vereinigte Staaten                        | Up, Up, and Away *                                                | The 5th Dimension              | - Jimmy Webb – By the Time I Get to Phoenix, aufgeführt von Glen Campbell - Tom Jones & Harvey Schmidt – My Cup Runneth Over, aufgeführt von Ed Ames - Bobbie Gentry – Ode to Billie Joe, aufgeführt von Bobbie Gentry - John Hartford – Gentle on My Mind, aufgeführt von Glen Campbell |                                                                       |
| 1969 12. März 1969     | Bobby Russell | Vereinigte Staaten                        | Little Green Apples                                               | O.C. Smith                     | - Tom T. Hall – Harper Valley PTA, aufgeführt von Jeannie C. Riley - John Lennon & Paul McCartney – Hey Jude, aufgeführt von The Beatles - Bobby Russell – Honey, aufgeführt von Bobby Goldsboro - Paul Simon – Mrs. Robinson, aufgeführt von Simon & Garfunkel |                                                                       |
| 1970 11. März 1970     | Joe South | Vereinigte Staaten                        | Games People Play                                                 | Joe South                      | - Larry Kusik, Eddie Snyder & Nino Rota – A Time – Us, aufgeführt von Henry Mancini - David Clayton-Thomas – Spinning Wheel, aufgeführt von Blood, Sweat & Tears - Burt Bacharach & Hal David – I'll Never Fall in Love Again, aufgeführt von Dionne Warwick - Burt Bacharach & Hal David – Raindrops Keep Fallin’ on My Head, aufgeführt von B. J. Thomas | Joe South, 1970                                                       |
| 1971 16. März 1971     | Paul Simon | Vereinigte Staaten                        | Bridge over Troubled Water *                                      | Simon & Garfunkel              | - Ray Stevens – Everything Is Beautiful, aufgeführt von Ray Stevens - James Taylor – Fire and Rain, aufgeführt von James Taylor - John Lennon & Paul McCartney – Let It Be, aufgeführt von The Beatles - Roger Nichols & Paul Williams – We've Only Just Begun, aufgeführt von The Carpenters | Simon & Garfunkel, 1981                                               |
| 1972 15. März 1972     | Carole King | Vereinigte Staaten                        | You’ve Got a Friend                                               | James Taylor & Carole King     | - Kris Kristofferson – Help Me Make It Through the Night, aufgeführt von Kris Kristofferson - Sid Wayne & Armando Manzanero – It's Impossible, aufgeführt von Perry Como - Kris Kristofferson & Fred Foster – Me and Bobby McGee, aufgeführt von Janis Joplin - Joe South – (I Never Promised You A) Rose Garden, aufgeführt von Lynn Anderson | Carole King, 2008                                                     |
| 1973 3. März 1973      | Ewan MacColl | Vereinigtes Königreich                    | The First Time Ever I Saw Your Face *                             | Roberta Flack                  | - Gilbert O’Sullivan – Alone Again (Naturally), aufgeführt von Gilbert O’Sullivan - Don McLean – American Pie, aufgeführt von Don McLean - Neil Diamond – Song Sung Blue, aufgeführt von Neil Diamond - Marilyn Bergman, Alan Bergman & Michel Legrand – The Summer Knows, aufgeführt von Michel Legrand | Roberta Flack 1992                                                    |
| 1974 2. März 1974      | Norman Gimbel Charles Fox | Vereinigte Staaten                        | Killing Me Softly with His Song *                                 | Roberta Flack                  | - Kenny O’Dell – Behind Closed Doors, aufgeführt von Charlie Rich - Stevie Wonder – You Are the Sunshine of My Life, aufgeführt von Stevie Wonder - Carly Simon – You're So Vain, aufgeführt von Carly Simon - Irwin Levine & L. Russell Brown – Tie a Yellow Ribbon Round the Ole Oak Tree, aufgeführt von Dawn feat. Tony Orlando | Roberta Flack 1992                                                    |
| 1975 1. März 1975      | Marilyn Bergman Alan Bergman Marvin Hamlisch | Vereinigte Staaten                        | The Way We Were                                                   | Barbra Streisand               | - Gene McDaniels – Feel Like Makin’ Love, aufgeführt von Roberta Flack - Jeff Barry & Peter Allen – I Honestly Love You, aufgeführt von Olivia Newton-John - David Nichtern – Midnight at the Oasis, aufgeführt von Maria Muldaur - Paul Williams & Ken Ascher – You and Me Against the World, aufgeführt von Helen Reddy | Marvin Hamlisch (2008)                                                |
| 1976 28. Februar 1976  | Stephen Sondheim | Vereinigte Staaten                        | Send in the Clowns                                                | Judy Collins                   | - Janis Ian – At Seventeen, aufgeführt von Janis Ian - Morris Albert – Feelings, aufgeführt von Morris Albert - Neil Sedaka & Howard Greenfield – Love Will Keep Us Together, aufgeführt von Captain & Tennille - Larry Weiss – Rhinestone Cowboy, aufgeführt von Glen Campbell |                                                                       |
| 1977 19. Februar 1977  | Bruce Johnston | Vereinigte Staaten                        | I Write the Songs                                                 | Barry Manilow                  | - Bill Danoff – Afternoon Delight, aufgeführt von Starland Vocal Band - Neil Sedaka & Howard Greenfield – Breaking Up Is Hard to Do, aufgeführt von Neil Sedaka - Leon Russell – This Masquerade, aufgeführt von George Benson - Gordon Lightfoot – The Wreck of the Edmund Fitzgerald, aufgeführt von Gordon Lightfoot | Bruce Johnston, 2006                                                  |
| 1978 23. Februar 1978  | Barbra Streisand Paul Williams — Joseph Brooks                                                                                                   | Vereinigte Staaten — Vereinigte Staaten   | Evergreen (Love Theme from A Star Is Born) — You Light Up My Life | Barbra Streisand — Debby Boone | - Richard Leigh – Don't It Make My Brown Eyes Blue, aufgeführt von Crystal Gayle - Don Felder, Don Henley & Glenn Frey – Hotel California, aufgeführt von the Eagles - Marvin Hamlisch & Carole Bayer Sager – Nobody Does It Better, aufgeführt von Carly Simon - Allen Toussaint – Southern Nights, aufgeführt von Glen Campbell | Barbra Streisand (1973)                                               |
| 1979 15. Februar 1979  | Billy Joel | Vereinigte Staaten                        | Just the Way You Are *                                            | Billy Joel                     | - Barry Gibb, Robin Gibb & Maurice Gibb – Stayin’ Alive, aufgeführt von Bee Gees - Lionel Richie – Three Times a Lady, aufgeführt von The Commodores - Neil Diamond, Alan Bergman & Marilyn Bergman – You Don’t Bring Me Flowers, aufgeführt von Neil Diamond & Barbra Streisand - Randy Goodrum – You Needed Me, aufgeführt von Anne Murray | Billy Joel (2009)                                                     |
| 1980 27. Februar 1980  | Kenny Loggins Michael McDonald | Vereinigte Staaten                        | What a Fool Believes                                              | The Doobie Brothers            | - David Foster, Jay Graydon & Bill Champlin – After the Love Has Gone, aufgeführt von Earth, Wind & Fire - Rickie Lee Jones – Chuck E.'s in Love, aufgeführt von Rickie Lee Jones - Billy Joel – Honesty, aufgeführt von Billy Joel - Dino Fekaris & Freddie Perren – I Will Survive, aufgeführt von Gloria Gaynor - Lester Abrams & Michael McDonald – Minute by Minute, aufgeführt von The Doobie Brothers - Dino Fekaris & Freddie Perren – Reunited, aufgeführt von Peaches & Herb - Steve Gibb – She Believes in Me, aufgeführt von Kenny Rogers | Kenny Loggins · Michael McDonald (2009)                               |
| 1981 25. Februar 1981  | Christopher Cross | Vereinigte Staaten                        | Sailing *                                                         | Christopher Cross              | - Michael Gore & Dean Pitchford – Fame, aufgeführt von Irene Cara - Amanda McBroom – The Rose, aufgeführt von Bette Midler - Lionel Richie – Lady, aufgeführt von Kenny Rogers - John Kander & Fred Ebb – Theme from New York, New York, aufgeführt von Frank Sinatra - Barry Gibb & Robin Gibb – Woman in Love, aufgeführt von Barbra Streisand | Christopher Cross                                                     |
| 1982 24. Februar 1982  | Donna Weiss Jackie DeShannon | Vereinigte Staaten                        | „Bette Davis Eyes“ *                                              | Kim Carnes                     | - Peter Allen, Burt Bacharach, Carole Bayer Sager & Christopher Cross – Arthur's Theme (Best That You Can Do), aufgeführt von Christopher Cross - Lionel Richie – Endless Love, aufgeführt von Diana Ross and Lionel Richie - Bill Withers, William Salter & Ralph MacDonald – Just the Two of Us, aufgeführt von Grover Washington, Jr. with Bill Withers - Dolly Parton – 9 to 5, aufgeführt von Dolly Parton | Jackie DeShannon, 2011                                                |
| 1983 23. Februar 1983  | Johnny Christopher Mark James Wayne Carson | Vereinigte Staaten                        | „Always on My Mind“                                               | Willie Nelson                  | - Paul McCartney – Ebony and Ivory, aufgeführt von Paul McCartney & Stevie Wonder - David Paich – Rosanna, aufgeführt von Toto - Frankie Sullivan & Jim Peterik – Eye of the Tiger, aufgeführt von Survivor - Donald Fagen – I.G.Y. (What a Beautiful World), aufgeführt von Donald Fagen | Willie Nelson (2009)                                                  |
| 1984 28. Februar 1984  | Sting | Vereinigtes Königreich                    | Every Breath You Take                                             | The Police                     | - Lionel Richie – All Night Long (All Night), aufgeführt von Lionel Richie - Michael Jackson – Beat It, aufgeführt von Michael Jackson - Michael Jackson – Billie Jean, aufgeführt von Michael Jackson - Michael Sembello & Dennis Matkosky – Maniac, aufgeführt von Michael Sembello | Sting, 30. April 2009.                                                |
| 1985 26. Februar 1985  | Graham Lyle Terry Britten | Vereinigtes Königreich Australien         | What’s Love Got to Do with It *                                   | Tina Turner                    | - Phil Collins – Against All Odds (Take a Look at Me Now), aufgeführt von Phil Collins - Lionel Richie – Hello, aufgeführt von Lionel Richie - Stevie Wonder – I Just Called to Say I Love You, aufgeführt von Stevie Wonder - Cyndi Lauper & Rob Hyman – Time After Time, aufgeführt von Cyndi Lauper | Tina Turner (1985)                                                    |
| 1986 25. Februar 1986  | Michael Jackson Lionel Richie | Vereinigte Staaten                        | We Are the World *                                                | USA for Africa                 | - Mark Knopfler & Sting – Money – Nothing, aufgeführt von Dire Straits - Don Henley & Mike Campbell – The Boys of Summer, aufgeführt von Don Henley - Daryl Hall – Everytime You Go Away, aufgeführt von Paul Young - Mick Jones – I Want to Know What Love Is, aufgeführt von Foreigner | Michael Jackson in Wien (1988)                                        |
| 1987 24. Februar 1987  | Burt Bacharach Carole Bayer Sager | Vereinigte Staaten                        | That’s What Friends Are For                                       | Dionne Warwick & Friends       | - Peter Gabriel – Sledgehammer, aufgeführt von Peter Gabriel - Robert Palmer – Addicted to Love, aufgeführt von Robert Palmer - Steve Winwood & Will Jennings – Higher Love, aufgeführt von Steve Winwood - Paul Simon – Graceland, aufgeführt von Paul Simon | Burt Bacharach (2008) · Carole Bayer Sager (2013)                     |
| 1988 2. März 1988      | James Horner Barry Mann Cynthia Weil | Vereinigte Staaten                        | Somewhere Out There                                               | Linda Ronstadt & James Ingram  | - Ritchie Valens – La Bamba, aufgeführt von Los Lobos - U2 – I Still Haven’t Found What I’m Looking For, aufgeführt von U2 - Suzanne Vega – Luka, aufgeführt von Suzanne Vega - Michael Masser & Will Jennings – Didn’t We Almost Have It All, aufgeführt von Whitney Houston | Linda Ronstadt, 1978                                                  |
| 1989 22. Februar 1989  | Bobby McFerrin | Vereinigte Staaten                        | Don’t Worry, Be Happy *                                           | Bobby McFerrin                 | - Anita Baker, Skip Scarborough & Randy Holland – Giving You the Best That I Got, aufgeführt von Anita Baker - Tracy Chapman – Fast Car, aufgeführt von Tracy Chapman - Sting – Be Still My Beating Heart, aufgeführt von Sting - Brenda Russell, Jeff Hall & Scott Cutler – Piano in the Dark, aufgeführt von Brenda Russell | Bobby McFerrin, 2008                                                  |
| 1990 21. Februar 1990  | Larry Henley Jeff Silbar | Vereinigte Staaten                        | Wind Beneath My Wings *                                           | Bette Midler                   | - Barry Mann, Cynthia Weil & Tom Snow – Don’t Know Much, aufgeführt von Linda Ronstadt & Aaron Neville - Don Henley & Bruce Hornsby – The End of the Innocence, aufgeführt von Don Henley - Billy Joel – We Didn’t Start the Fire, aufgeführt von Billy Joel - Mike Rutherford & B. A. Robertson – The Living Years, aufgeführt von Mike + The Mechanics | Bette Midler, 1990                                                    |
| 1991 20. Februar 1991  | Julie Gold | Vereinigte Staaten                        | From a Distance                                                   | Bette Midler                   | - Mariah Carey & Ben Margulies – Vision of Love, aufgeführt von Mariah Carey - Phil Collins – Another Day in Paradise, aufgeführt von Phil Collins - Prince – Nothing Compares 2 U, aufgeführt von Sinéad O’Connor - Chynna Phillips, Glen Ballard & Carnie Wilson – Hold On, aufgeführt von Wilson Phillips | Bette Midler, 1990                                                    |
| 1992 26. Februar 1992  | Irving Gordon | Vereinigte Staaten                        | Unforgettable *                                                   | Natalie Cole mit Nat King Cole | - Bryan Adams, Robert Lange & Michael Kamen – (Everything I Do) I Do It For You, aufgeführt von Bryan Adams - Amy Grant & Keith Thomas – Baby Baby, aufgeführt von Amy Grant - Bill Berry, Peter Buck, Mike Mills & Michael Stipe – Losing My Religion, aufgeführt von R.E.M. - Marc Cohn – Walking in Memphis, aufgeführt von Marc Cohn | Natalie Cole, 1992                                                    |
| 1993 24. Februar 1993  | Eric Clapton Will Jennings | Vereinigtes Königreich Vereinigte Staaten | Tears in Heaven                                                   | Eric Clapton                   | - Don Von Tress – Achy Breaky Heart, aufgeführt von Billy Ray Cyrus - Alan Menken & Howard Ashman – Beauty and the Beast, aufgeführt von Céline Dion & Peabo Bryson - k.d. lang & Ben Mink – Constant Craving, aufgeführt von k.d. lang - Wendy Waldman, Jon Lind & Phil Galdston – Save the Best for Last, aufgeführt von Vanessa Williams | Eric Clapton, 2004                                                    |
| 1994 1. März 1994      | Alan Menken Tim Rice | Vereinigte Staaten                        | A Whole New World                                                 | Peabo Bryson & Regina Belle    | - Billy Joel – The River of Dreams, aufgeführt von Billy Joel - Jim Steinman – I’d Do Anything for Love (But I Won’t Do That), aufgeführt von Meat Loaf - Sting – If I Ever Lose My Faith in You, aufgeführt von Sting - Neil Young – Harvest Moon, aufgeführt von Neil Young | Alan Menken (Karikatur)                                               |
| 1995 1. März 1995      | Bruce Springsteen | Vereinigte Staaten                        | Streets of Philadelphia                                           | Bruce Springsteen              | - David Baerwald, Bill Bottrell, Wynn Cooper, Sheryl Crow & Kevin Gilbert – All I Wanna Do, aufgeführt von Sheryl Crow - Elton John & Tim Rice – Can You Feel the Love Tonight, aufgeführt von Elton John - Elton John & Tim Rice – Circle of Life, aufgeführt von Elton John - Gary Baker & Frank J. Myers – I Swear, aufgeführt von John Michael Montgomery & All-4-One | Bruce Springsteen auf dem Roskilde-Festival 2012                      |
| 1996 28. Februar 1996  | Seal | Vereinigtes Königreich                    | Kiss from a Rose *                                                | Seal                           | - Eric Bazilian – One of Us, aufgeführt von Joan Osborne - Maribeth Derry, Sam Diamond & Jennifer Kimball – I Can Love You Like That, aufgeführt von John Michael Montgomery & All-4-One - R. Kelly – You Are Not Alone, aufgeführt von Michael Jackson - Glen Ballard & Alanis Morissette – You Oughta Know, aufgeführt von Alanis Morissette | Seal auf der Berlinale 2008                                           |
| 1997 26. Februar 1997  | Gordon Kennedy Wayne Kirkpatrick Tommy Sims | Vereinigte Staaten                        | Change the World *                                                | Eric Clapton                   | - Tracy Chapman – Give Me One Reason, aufgeführt von Tracy Chapman - Diane Warren – Because You Loved Me, aufgeführt von Céline Dion - Bill Mack – Blue, aufgeführt von LeAnn Rimes - Kenneth „Babyface“ Edmonds – Exhale (Shoop Shoop), aufgeführt von Whitney Houston | Eric Clapton, 2008                                                    |
| 1998 25. Februar 1998  | Shawn Colvin John Leventhal | Vereinigte Staaten                        | Sunny Came Home *                                                 | Shawn Colvin                   | - Eric Stefani & Gwen Stefani – Don’t Speak, aufgeführt von No Doubt - Diane Warren – How Do I Live, aufgeführt von LeAnn Rimes & Trisha Yearwood - Paula Cole – Where Have All the Cowboys Gone?, aufgeführt von Paula Cole - R. Kelly – I Believe I Can Fly, aufgeführt von R. Kelly | Shawn Colvin, 2008                                                    |
| 1999 24. Februar 1999  | James Horner Will Jennings | Vereinigte Staaten                        | My Heart Will Go On *                                             | Céline Dion                    | - Diane Warren – I Don’t Want to Miss a Thing, aufgeführt von Aerosmith - John Rzeznik – Iris, aufgeführt von The Goo Goo Dolls - Kirk Franklin – Lean on Me, aufgeführt von Kirk Franklin - Robert Lange & Shania Twain – You’re Still the One, aufgeführt von Shania Twain | Céline Dion, 2008                                                     |
| 2000 23. Februar 2000  | Itaal Shur Rob Thomas | Vereinigte Staaten                        | Smooth *                                                          | Santana feat. Rob Thomas       | - Andreas Carlsson & Max Martin – I Want It That Way, aufgeführt von Backstreet Boys - Desmond Child & Robi Dräco Rosa – Livin’ la Vida Loca, aufgeführt von Ricky Martin - Tionne „T-Boz“ Watkins & Dallas Austin – Unpretty, aufgeführt von TLC - Shania Twain & Robert Lange – You’ve Got a Way, aufgeführt von Shania Twain | Rob Thomas, 2005                                                      |
| 2001 21. Februar 2001  | Adam Clayton David Evans Larry Mullen junior Paul Hewson                                                                                         | Irland                                    | Beautiful Day *                                                   | U2                             | - Beyoncé, Rodney Jerkins, LaShawn Daniels, Fred Jerkins III, LeToya, LaTavia Roberson & Kelly Rowland – Say My Name, aufgeführt von Destiny’s Child - Macy Gray, Jinsoo Lim, Jeremy Ruzumna & David Wilder – I Try, aufgeführt von Macy Gray - Stephanie Bentley & Holly Lamar – Breathe, aufgeführt von Faith Hill - Mark Sanders & Tia Sillers – I Hope You Dance, aufgeführt von Lee Ann Womack | U2, 2005                                                              |
| 2002 27. Februar 2002  | Alicia Keys | Vereinigte Staaten                        | Fallin’                                                           | Alicia Keys                    | - India.Arie, Carlos Broady & Shannon Sanders – Video, aufgeführt von India.Arie - Charlie Colon, Rob Hotchkiss, Patrick Monahan, Jimmy Stafford & Scott Underwood – Drops of Jupiter (Tell Me), aufgeführt von Train - U2 – Stuck in a Moment You Can't Get Out Of, aufgeführt von U2 - Nelly Furtado – I’m Like a Bird, aufgeführt von Nelly Furtado | Alicia Keys live in Frankfurt, 2002                                   |
| 2003 23. Februar 2003  | Jesse Harris | Vereinigte Staaten                        | Don't Know Why *                                                  | Norah Jones                    | - Vanessa Carlton – A Thousand Miles, aufgeführt von Vanessa Carlton - Avril Lavigne & The Matrix – Complicated, aufgeführt von Avril Lavigne - Bruce Springsteen – The Rising, aufgeführt von Bruce Springsteen - Alan Jackson – Where Were You (When the World Stopped Turning), aufgeführt von Alan Jackson | Norah Jones in Cannes, 2007                                           |
| 2004 8. Februar 2004   | Richard Marx Luther Vandross | Vereinigte Staaten                        | Dance with My Father                                              | Luther Vandross                | - Linda Perry – Beautiful, aufgeführt von Christina Aguilera - Avril Lavigne & The Matrix – I’m with You, aufgeführt von Avril Lavigne - Jorge Calderón & Warren Zevon – Keep Me In Your Heart, aufgeführt von Warren Zevon - Jeff Bass, Eminem & Luis Resto – Lose Yourself, aufgeführt von Eminem | Vandross (links) mit Diana Ross bei einem Auftritt in New York (2000) |
| 2005 13. Februar 2005  | John Mayer | Vereinigte Staaten                        | Daughters                                                         | John Mayer                     | - Alicia Keys – If I Ain’t Got You, aufgeführt von Alicia Keys - Rhymefest & Kanye West – Jesus Walks, aufgeführt von Kanye West - Tim Nichols & Craig Wiseman – Live Like You Were Dying, aufgeführt von Tim McGraw - Daniel Estrin & Douglas Robb – The Reason, aufgeführt von Hoobastank | John Mayer (2008)                                                     |
| 2006 8. Februar 2006   | Adam Clayton David Evans Larry Mullen junior Paul Hewson                                                                                         | Irland                                    | Sometimes You Can't Make It on Your Own                           | U2                             | - Johntá Austin, Babyface, Mariah Carey, Jermaine Dupri, Manuel Seal, Jr., Darnell Bristol, Sid Johnson, Patrick Moten, Sandra Sully & Bobby Womack – We Belong Together, aufgeführt von Mariah Carey - Bobby Boyd, Jeff Hanna & Marcus Hummon – Bless the Broken Road, aufgeführt von Rascal Flatts - Bruce Springsteen – Devils & Dust, aufgeführt von Bruce Springsteen - John Legend & will.i.am – Ordinary People, aufgeführt von John Legend | U2, 2009                                                              |
| 2007 11. Februar 2007  | Emily Robison Martie Maguire Natalie Maines Dan Wilson                                                                                           | Vereinigte Staaten                        | Not Ready to Make Nice *                                          | Dixie Chicks                   | - Johnta Austin, Mary J. Blige, Bryan-Michael Cox & Jason Perry – Be Without You, aufgeführt von Mary J. Blige - James Blunt, Amanda Ghost & Sacha Skarbek – You're Beautiful, aufgeführt von James Blunt - John Beck, Steve Chrisanthou & Corinne Bailey Rae – Put Your Records On, aufgeführt von Corinne Bailey Rae - Brett James, Hillary Lindsey & Gordie Sampson – Jesus, Take the Wheel, aufgeführt von Carrie Underwood | Dixie Chicks, 2006                                                    |
| 2008 10. Februar 2008  | Amy Winehouse | Vereinigtes Königreich                    | Rehab *                                                           | Amy Winehouse                  | - Josh Kear & Chris Tompkins – Before He Cheats, aufgeführt von Carrie Underwood - Tom Higgenson – Hey There Delilah, aufgeführt von Plain White T’s - Corinne Bailey Rae – Like a Star, aufgeführt von Corinne Bailey Rae - Kuk Harrell, Jay-Z, Christopher Stewart & The-Dream – Umbrella, aufgeführt von Rihanna feat. Jay-Z | Amy Winehouse, 2007                                                   |
| 2009 8. Februar 2009   | Guy Berryman Jonny Buckland Will Champion Chris Martin                                                                                           | Vereinigtes Königreich                    | Viva la Vida                                                      | Coldplay                       | - Estelle, Keith Harris, John Legend, Josh Lopez, Caleb Speir, Kanye West & will.i.am – American Boy, aufgeführt von Estelle feat. Kanye West - Adele Adkins & Eg White – Chasing Pavements, aufgeführt von Adele - Jason Mraz – I'm Yours, aufgeführt von Jason Mraz - Sara Bareilles – Love Song, aufgeführt von Sara Bareilles | Coldplay, 2008                                                        |
| 2010 31. Januar 2010   | Thaddis Harrell Beyoncé Knowles Terius Nash Christopher Stewart                                                                                  | Vereinigte Staaten                        | Single Ladies (Put a Ring on It)                                  | Beyoncé                        | - Lady Gaga & RedOne – Poker Face, aufgeführt von Lady Gaga - Hod David & Musze – Pretty Wings, aufgeführt von Maxwell - Caleb Followill, Jared Followill, Matthew Followill & Nathan Followill – Use Somebody, aufgeführt von Kings of Leon - Liz Rose & Taylor Swift – You Belong With Me, aufgeführt von Taylor Swift | Beyoncé, 2011                                                         |
| 2011 13. Februar 2011  | Dave Haywood Josh Kear Charles Kelley Hillary Scott                                                                                              | Vereinigte Staaten                        | Need You Now                                                      | Lady Antebellum                | - Ray LaMontagne – Beg Steal Or Borrow, aufgeführt von Ray LaMontagne and The Pariah Dogs - Brody Brown, CeeLo Green, Ari Levine, Philip Lawrence & Bruno Mars – F**k You, aufgeführt von CeeLo Green - Tom Douglas & Allen Shamblin – The House That Built Me, aufgeführt von Miranda Lambert - Alexander Grant, Skylar Grey & Marshall Mathers – Love the Way You Lie, aufgeführt von Eminem feat. Rihanna | Lady Antebellum                                                       |
| 2012 12. Februar 2012  | Adele Adkins Paul Epworth | Vereinigtes Königreich                    | Rolling in the Deep *                                             | Adele                          | - Jeff Bhasker, Malik Jones, Warren Trotter & Kanye West – All of the Lights, aufgeführt von Kanye West, Rihanna, Kid Cudi & Fergie - Ted Dwane, Ben Lovett, Marcus Mumford & Country Winston – The Cave, aufgeführt von Mumford & Sons - Brody Brown, Claude Kelly, Philip Lawrence, Ari Levine, Bruno Mars & Andrew Wyatt – Grenade, aufgeführt von Bruno Mars - Justin Vernon – Holocene, aufgeführt von Bon Iver | Adele (2009)                                                          |
| 2013 10. Februar 2013  | Nate Ruess Jack Antonoff Jeff Bhasker Andrew Dost                                                                                                | Vereinigte Staaten                        | We Are Young                                                      | fun. feat. Janelle Monáe       | - Ed Sheeran – The A Team, aufgeführt von Ed Sheeran - Miguel Pimentel – Adorn, aufgeführt von Miguel - Tavish Crowe, Carly Rae Jepsen & Josh Ramsay – Call Me Maybe, aufgeführt von Carly Rae Jepsen - Jörgen Elofsson, David Gamson, Greg Kurstin & Ali Tamposi – Stronger (What Doesn't Kill You), aufgeführt von Kelly Clarkson | fun., 2012                                                            |
| 2014 26. Januar 2014   | Joel Little Ella Yelich O’Conner | Neuseeland                                | Royals                                                            | Lorde                          | - Jeff Bhasker, Pink, & Nate Ruess – Just Give Me a Reason, aufgeführt von Pink feat. Nate Ruess - Phillip Lawrence, Ari Levine, & Bruno Mars – Locked Out of Heaven, aufgeführt von Bruno Mars - Lukasz Gottwald, Max Martin, Bonnie McKee, Katy Perry, & Henry Walter – Roar, aufgeführt von Katy Perry - Ben Haggerty, Mary Lambert, & Ryan Lewis – Same Love, aufgeführt von Macklemore & Ryan Lewis | Lorde, 2013                                                           |
| 2015 8. Februar 2015   | Jimmy Napes William Phillips Sam Smith | Vereinigtes Königreich                    | Stay with Me * (Darkchild Version)                                | Sam Smith                      | - Kevin Kadish, Meghan Trainor – All About That Bass, aufgeführt von Meghan Trainor - Sia Furler, Jesse Shatkin – Chandelier, aufgeführt von Sia - Max Martin, Shellback, Taylor Swift – Shake It Off, aufgeführt von Taylor Swift - Andrew Hozier-Byrne – Take Me to Church, aufgeführt von Hozier | Sam Smith, 2015                                                       |
| 2016 15. Februar 2016  | Ed Sheeran Amy Wadge | Vereinigtes Königreich                    | Thinking Out Loud                                                 | Ed Sheeran                     | - Kendrick Duckworth, Mark Anthony Spears, Pharrell Williams – Alright, aufgeführt von Kendrick Lamar - Max Martin, Shellback, Taylor Swift – Blank Space, aufgeführt von Taylor Swift - Hillary Lindsey, Lori McKenna, Liz Rose – Girl Crush, aufgeführt von Little Big Town - Andrew Cedar, Justin Franks, Charlie Puth, Cameron Thomaz – See You Again, aufgeführt von Wiz Khalifa feat. Charlie Puth | Ed Sheeran, 2010                                                      |
| 2017 12. Februar 2017  | Adele Greg Kurstin | Vereinigtes Königreich Vereinigte Staaten | Hello                                                             | Adele                          | - Khalif Brown, Asheton Hogan, Beyoncé Knowles, Michael L. Williams II – Formation, aufgeführt von Beyoncé - Mike Posner – I Took a Pill in Ibiza, aufgeführt von Mike Posner - Justin Bieber, Benjamin Levin, Ed Sheeran – Love Yourself, aufgeführt von Justin Bieber - Lukas Forchhammer, Stefan Forrest, Morten Pilegaard, Morten Ristorp – 7 Years, aufgeführt von Lukas Graham | Adele (2016)                                                          |
| 2018 28. Januar 2018   | Christopher Brody Brown, James Fauntleroy, Philip Lawrence, Peter Hernandez, Ray Charles McCullough II, Jeremy Reeves, Ray Romulus, Jonathan Yip | Vereinigte Staaten                        | That’s What I Like                                                | Bruno Mars                     | - Ramón Ayala, Justin Bieber, Jason Boyd, Erika Ender, Luis Fonsi, Marty James Garton – Despacito, aufgeführt von Luis Fonsi & Daddy Yankee feat. Justin Bieber - Shawn Carter, Dion Wilson – 4:44, aufgeführt von Jay-Z - Benjamin Levin, Mikkel Storleer Eriksen, Tor Erik Hermansen, Julia Michaels, Justin Tranter – Issues, aufgeführt von Julia Michaels - Alessia Caracciolo, Sir Robert Bryson Hall II, Arjun Ivatury, Khalid Robinson, Andrew Taggart – 1-800-273-8255, aufgeführt von Logic feat. Alessia Cara & Khalid | Bruno Mars (2010)                                                     |
| 2019 10. Februar 2019  | Donald Glover, Ludwig Göransson, Jeffery Lamar Williams                                                                                          | Vereinigte Staaten                        | This Is America *                                                 | Childish Gambino               | - Kendrick Duckworth, Solána Rowe, Al Shuckburgh, Mark Spears, Anthony Tiffith – All the Stars, aufgeführt von Kendrick Lamar & SZA - Larrance Dopson, Joelle James, Ella Mai, Dijon McFarlane – Boo’d Up, aufgeführt von Ella Mai - Aubrey Graham, Daveon Jackson, Brock Korsan, Ron LaTour, Matthew Samuels, Noah Shebib – God’s Plan, aufgeführt von Drake - Teddy Geiger, Scott Harris, Shawn Mendes, Geoffrey Warburton – In My Blood, aufgeführt von Shawn Mendes - Brandi Carlile, Dave Cobb, Phil Hanseroth, Tim Hanseroth – The Joke, aufgeführt von Brandi Carlile - Sarah Aarons, Jordan K. Johnson, Stefan Johnson, Marcus Lomax, Kyle Trewartha, Michael Trewartha, Anton Zaslavski – The Middle, aufgeführt von Zedd, Maren Morris & Grey - Lady Gaga, Mark Ronson, Anthony Rossomando, Andrew Wyatt – Shallow, aufgeführt von Lady Gaga & Bradley Cooper | Childish Gambino (2015)                                               |
| 2020 26. Januar 2020   | Billie Eilish O’Connell, Finneas O’Connell | Vereinigte Staaten                        | Bad Guy                                                           | Billie Eilish                  | - Natalie Hemby, Stefani Germanotta, Hillary Lindsey, Lori McKenna – Always Remember Us This Way, aufgeführt von Lady Gaga - Brandi Carlile, Phil Hanseroth, Tim Hanseroth, Tanya Tucker – Bring My Flowers Now, aufgeführt von Tanya Tucker - Ruby Amanfu, Sam Ashworth, D. Arcelious Harris, Gabriella Wilson, Rodney Jerkins – Hard Place, aufgeführt von H.E.R. - Taylor Swift – Lover, aufgeführt von Taylor Swift - Jack Antonoff, Elizabeth Grant – Norman Fucking Rockwell, aufgeführt von Lana Del Rey - Tom Barnes, Lewis Capaldi, Pete Kelleher, Benjamin Kohn, Sam Roman – Someone You Loved, aufgeführt von Lewis Capaldi - Steven Cheung, Eric Frederic, Melissa Jefferson, Jesse Saint John – Truth Hurts, aufgeführt von Lizzo | Billie Eilish (2019)                                                  |
| 2021 14. März 2021     | Dernst Emile II, H.E.R., Tiara Thomas | Vereinigte Staaten                        | I Can’t Breathe                                                   | H.E.R.                         | - Denisia Andrews, Beyoncé, Stephen Bray, Shawn Carter, Brittany Coney, Derek James Dixie, Akil King, Kim Krysiuk, Rickie Tice – Black Parade, aufgeführt von Beyoncé - Samuel Gloade, Rodrick Moore – The Box, aufgeführt von Roddy Ricch - Aaron Dessner, Taylor Swift – Cardigan von Taylor Swift - Louis Bell, Adam Feeney, Kaan Gunesberk, Austin Post, Billy Walsh – Circles, aufgeführt von Post Malone - Caroline Ailin, Ian Kirkpatrick, Dua Lipa, Emily Warren – Don’t Start Now, aufgeführt von Dua Lipa - Billie Eilish O’Connell, Finneas O’Connell – Everything I Wanted, aufgeführt von Billie Eilish - Julia Michaels, JP Saxe – If the World Was Ending von JP Saxe feat. Julia Michaels | H.E.R. (2019)                                                         |
| 2022 31. Januar 2022   | Brandon Anderson, Christopher Brody Brown, Dernst Emile II und Bruno Mars                                                                        | Vereinigte Staaten                        | Leave the Door Open                                               | Silk Sonic                     | - Fred Gibson, Johnny McDaid und Ed Sheeran – Bad Habits, aufgeführt von Ed Sheeran - Ruby Amanfu, Brandi Carlile, Brandy Clark, Alicia Keys, Hillary Lindsey, Lori McKenna, Linda Perry und Hailey Whitters – A Beautiful Noise, aufgeführt von Alicia Keys & Brandi Carlile - Daniel Nigro und Olivia Rodrigo – Drivers License, aufgeführt von Olivia Rodrigo - Dernst Emile II, H.E.R. und Tiara Thomas – Fight for You, aufgeführt von H.E.R. - Billie Eilish O’Connell und Finneas O’Connell – Happier Than Ever, aufgeführt von Billie Eilish - Rogét Chahayed, Amala Zandile Dlamini, Lukasz Gottwald, Carter Lang, Gerard A. Powell II, Solána Rowe und David Sprecher – Kiss Me More, aufgeführt von Doja Cat feat. SZA - Denzel Baptiste, David Biral, Omer Fedi, Montero Hill und Roy Lenzo – Montero (Call Me by Your Name), aufgeführt von Lil Nas X - Louis Bell, Justin Bieber, Giveon Dezmann Evans, Bernard Harvey, Felisha „Fury“ King, Matthew Sean Leon, Luis Manuel Martinez Jr., Aaron Simmonds, Ashton Simmonds, Andrew Wotman und Keavan Yazdani – Peaches, aufgeführt von Justin Bieber feat. Daniel Caesar & Giveon - Brandi Carlile, Dave Cobb, Phil Hanseroth und Tim Hanseroth – Right on Time, aufgeführt von Brandi Carlile |                                                                       |
| 2023 5. Februar 2023   | Bonnie Raitt | Vereinigte Staaten                        | Just Like That                                                    | Bonnie Raitt                   | - Gayle – Abcdefu (Autoren: Sara Davis, Gayle, Dave Pittenger) - Lizzo – About Damn Time (Autoren: Mellisa Jefferson, Eric Frederic, Blake Slatkin, Theron Makiel Thomas) - Taylor Swift – All Too Well (10 Minute Version) (The Short Film) (Autoren: Liz Rose, Taylor Swift) - Harry Styles – As It Was (Autoren: Tyler Johnson, Kid Harpoon, Harry Styles) - Steve Lacy – Bad Habit (Autoren: Matthew Castellanos, Britanny Fousheé, Diana Gordon, John Carroll Kirby, Steve Lacy) - Beyoncé – Break My Soul (Autoren: Beyoncé, Shawn Carter, Terius Gesteelde-Diamant, Christopher A. Stewart) - Adele – Easy on Me (Autoren: Adele Adkins, Greg Kurstin) - DJ Khaled featuring Rick Ross, Lil Wayne, Jay-Z, John Legend & Fridayy – God Did (Autoren: Tarik Azzouz, E. Blackmon, Khaled Khaled, F. LeBlanc, Shawn Carter, John Stephens, Dwayne Carter, William Roberts, Nicholas Warwar) - Kendrick Lamar – The Heart Part 5 (Autoren: Jake Kosich, Johnny Kosich, Kendrick Lamar, Matt Schaeffer) |                                                                       |
| 2024 4. Februar 2024   | Billie Eilish O’Connell, Finneas O’Connell | Vereinigte Staaten                        | What Was I Made For?                                              | Billie Eilish                  | - Jack Antonoff, Lana Del Rey, Sam Dew – A&W, aufgeführt von Lana Del Rey - Taylor Swift – Anti-Hero, aufgeführt von Taylor Swift - Jon Batiste, Dan Wilson – Butterfly, aufgeführt von Jon Batiste - Caroline Ailin, Dua Lipa, Mark Ronson, Andrew Wyatt – Dance the Night, aufgeführt von Dua Lipa - Miley Cyrus, Gregory Aldae Hein, Michael Pollack – Flowers, aufgeführt von Miley Cyrus - Rob Bisel, Carter Lang, Solána Rowe – Kill Bill, aufgeführt von SZA - Daniel Nigro, Olivia Rodrigo – Vampire von Olivia Rodrigo | Billie Eilish 2022                                                    |
| 2025 2. Februar 2025   | Kendrick Lamar | Vereinigte Staaten                        | Not Like Us                                                       | Kendrick Lamar                 | - Shaboozey – A Bar Song (Tipsy) (Autoren: Sean Cook, Jerrel Jones, Joe Kent, Chibueze Collins Obinna, Nevin Sastry, Mark Williams) - Billie Eilish – Birds of a Feather (Autoren: Billie Eilish O’Connell, Finneas O’Connell) - Lady Gaga & Bruno Mars – Die with a Smile (Autoren: Dernst Emile II, James Fauntleroy, Lady Gaga, Bruno Mars, Andrew Watt) - Taylor Swift featuring Post Malone – Fortnight (Autoren: Jack Antonoff, Austin Post, Taylor Swift) - Chappell Roan – Good Luck, Babe! (Autoren: Kayleigh Rose Amstutz, Daniel Nigro, Justin Tranter) - Sabrina Carpenter – Please Please Please (Autoren: Amy Allen, Jack Antonoff, Sabrina Carpenter) - Beyoncé – Texas Hold ’Em (Autoren: Brian Bates, Beyoncé, Elizabeth Lowell Boland, Megan Bülow, Nate Ferraro, Raphael Saadiq) | Kendrick Lamar 2018                                                   |

## Belege
1. 1 2  Kriterien für den Grammy Award for Record of the Year. (Memento vom 11. März 2012 im Internet Archive) Auf: grammy.com (englisch). Abgerufen am 13. Dezember 2011
2. ↑  Übersicht der Recording Academy. (Memento des Originals vom 19. August 2012 im Internet Archive)  Info: Der Archivlink wurde automatisch eingesetzt und noch nicht geprüft. Bitte prüfe Original- und Archivlink gemäß Anleitung und entferne dann diesen Hinweis. Auf: grammy.org (englisch), abgerufen am 13. Dezember 2011
3. ↑  Informationen zu den Grammy Awards. (Memento vom 26. Mai 2011 im Internet Archive) Auf: roxikon.de. Abgerufen am 13. Dezember 2011
4. ↑  "must contain melody and lyrics and must be either a new song or a song first achieving prominence during the eligibility year. Songs containing prominent samples or interpolations are not eligible". Category Mapper. National Academy of Recording Arts and Sciences, archiviert vom Original am 5. November 2013; abgerufen am 25. November 2011.  Info: Der Archivlink wurde automatisch eingesetzt und noch nicht geprüft. Bitte prüfe Original- und Archivlink gemäß Anleitung und entferne dann diesen Hinweis.
5. ↑  NARAL Final Nomination List 57th Grammy Awards, abgerufen am 31. Dezember 2015.